# Трагик поневоле
«Тра́гик понево́ле (Из да́чной жи́зни)» — пьеса («шутка в одном действии») Антона Павловича Чехова. Написана Чеховым в первых числах мая 1889 года на основе своего более раннего рассказа «Один из многих» (1887). В том же году состоялась и первая постановка водевиля в Петербургском немецком клубе.
Впервые напечатано отдельным изданием: Трагик поневоле (Из дачной жизни). Шутка в одном действии А. Чехова. Издание Театральной библиотеки В. А. Базарова. СПб., 1889 (ценз. разр. 1 июня 1889 г.; вышло в свет с 24 по 30 июня 1889 г.; напечатано 600 экз.).

## Действующие лица
- Иван Иванович Толкачов, отец семейства.
- Алексей Алексеевич Мурашкин, его друг.

## Экранизация
1. 1911 — Дачный мужчина, или Трагик поневоле (Российская империя), режиссёр Александр Арбо
2. 1960 — Трагик поневоле / Tragiker mot sin vilja (ТВ) (Финляндия), режиссёры Лео Головин, Карл Местертон[фин.]
3. 1966 — Трагик поневоле / Tragiker mot sin vilja (ТВ) (Швеция), режиссёр Бернт Калленбо[швед.]
4. 1968 — Мученик поневоле / Martelaar tegen wil en dank (ТВ) (Бельгия), режиссёр Крис Бетц
5. 2010 — Трагик поневоле / A Reluctant Tragic Hero (ТВ) Великобритания. режиссёр Кристин Жернон. Эпизод сериала «Короткие комедии Чехова» / Chekhov Comedy Shorts